# Elaine Scarry
Elaine Scarry (30 giugno 1946) è un'insegnante e saggista statunitense, professoressa di Lingua e Letteratura Inglese e Americana e "Walter M. Cabot Professor of Aesthetics and the General Theory of Value" alla Harvard University.
I suoi interessi includono la Teoria della Rappresentazione, il Linguaggio del Dolore Fisico e la Struttura della Creazione Verbale e Materiale nella Creazione Artistica, nella Scienza e nella Giurisprudenza.
È autrice de La sofferenza del corpo, che è conosciuto come uno studio esaustivo sul dolore e sul modo di infliggerlo. In quest'opera, sostiene che il dolore fisico conduce alla distruzione ed allo sfacelo del mondo umano, mentre la creazione umana, all'opposto dello spettro, conduce alla creazione del mondo.
Il suo lavoro del 1999, Dreaming by the Book, vinse il Truman Capote Award per la Critica Letteraria nel 2000.
Nel 1998, Elaine Scarry, una non-scienziata, realizzò un articolo, The Fall of TWA 800: The Possibility of Electromagnetic Interference, che apparve nella New York Review of Books.
La teoria di base dell'articolo, che non gode del supporto della maggior parte degli ingegneri e scienziati, è che un'interferenza elettromagnetica di un aereo P-3 Orion possa aver causato l'esplosione del serbatoio centrale di carburante. La Scarry successivamente pubblicò un altro articolo ipotizzando che un altro infausto incidente aereo, quello relativo ad un EgyptAir 990, fu causato da un'interferenza elettromagnetica del tipo che può derivare da una trasmissione da una fonte militare situata nella vicinanza dell'incidente aereo. Questo articolo, intitolato The Fall of EgyptAir 990, fu anche pubblicato nella New York Review of Books, il 5 ottobre del 2000.
Didier de Fontaine, professore emerito a Berkeley, in Concerning the Fall of TWA 800, Swissair 111 and EgyptAir 990: The Unfriendly Skies Scenario, critica le ipotesi della professoressa Scarry, concludendo che ella faccia "scienza voodoo".

## Opere
- Elaine Scarry, Sulla bellezza e sull'essere giusti, traduzione di Romano Salvatore, Milano, Il Saggiatore, 2001,  p. 128, ISBN 88-428-0988-8.
- Elaine Scarry, La sofferenza del corpo. La distruzione e la costruzione del mondo, traduzione di Giovanna Bettini, Bologna, Il Mulino, 1990,  p. 528, ISBN 88-15-02683-5.